# Mingyinyo

Mingyinyo (birm. မင်းကြီးညို /mɪ́ɴdʑíɲò/; znany także jako Minkyinyo; 1459–1530) – założyciel birmańskiej dynastii Taungngu. Pod jego trwającym 45 lat (1485–1530) przywództwem, Taungngu wyrosło z peryferyjnego państwa wasalnego wobec królestwa Ava w niewielkie, ale stabilne niezależne królestwo. W roku 1510 ogłosił on niepodległość Taungngu wobec swojego nominalnego suzerena, króla Ava. Umiejętnie utrzymywał swoje małe królestwo z dala od chaotycznych wojen trapiących Górną Birmę. Panująca w Taungngu stabilizacja przyciągała uchodźców z Ava, uciekających przed powtarzającymi się najazdami Konfederacji Państw Szanów (lata 90. XV w.–1527). Mingyinyo pozostawił stabilne, pewne siebie królestwo, co umożliwiło jego następcy - Thabinshwehtiemu – planowanie przejęć kolejnych królestw na drodze do utworzenia Pierwszego Imperium Taungngu.

## Wczesne lata życia
Mingyinyo, syn Maha Thinkhaya i Min Hla Nyet, otrzymał po narodzinach imię Maung Nyo. Jego ojciec był potomkiem Kyawswy I, który z kolei był potomkiem królów Narathihapate z Paganu i Thihathu z Pinya, a matka była córką Sithu Kyawhtina, gubernatora Taungngu (1470–1481). Urodził się on w roku 1459, prawdopodobnie w Ava, gdyż jego dziadek ze strony matki, Sithu Kyawhtin, został gubernatorem Taungngu nie wcześniej niż w roku 1470, a przedtem służył na dworze króla Thihathury I w Ava.
Maung Nyo miał prawdopodobnie około 11 lub 12 lat, kiedy cała jego rodzina przeprowadziła się do Taungngu po tym, gdy  Sithu Kyawhtin został mianowany gubernatorem. Po śmierci Sithu Kyawhtina w roku 1481 urząd odziedziczył jego najstarszy syn - Min Sithu. (Gubernatorstwo było w tych czasach dziedziczne, co stanowiło główną przyczynę lokalnych rebelii wstrząsających królestwem Ava. Królowie Odnowionego Królestwa Taungngu (1599–1752) odebrali później miejscowym gubernatorom prawo do dziedziczenia urzędu.) Maung Nyo chciał poślubić swoją cioteczną siostrę, Soe Min Hteik Tin. Ponieważ jednak wuj, Min Sithu, wielokrotnie odrzucał jego prośby, zamordował go i poślubił kuzynkę. Władzę objął w okolicach kwietnia 1485 r.

## Panowanie
Po zabójstwie wuja i przejęciu władzy gubernatorskiej Mingyinyo posłał królowi Ava Minkhaungowi II dar w postaci dwóch młodych słoni. W spokojnych czasach zabicie gubernatora byłoby poważnym przestępstwem. Jednak Minkhaung II stał wtedy wobec poważnego buntu na terenach bliższych Ava (wywołanego przez jego brata Minyekyawswę) – położone dalej na południu Pyain zbuntowało się już w roku 1482 – i nie pragnął kolejnej rebelii w swoim królestwie. Uznał on Mingyinyo za gubernatora Taungngu i zażądał od niego pomocy w tłumieniu buntów. Mingyinyo został też uznany na swoim urzędzie przez królestwa Hanthawaddy i Lanna oraz otrzymał przebłagalną daninę od Karennów.

### Lojalny wasal królestwa Ava (1485–1501)
Mingyinyo, tytułowany teraz jako Thiri Zeya Thura, gorliwie pomógł królowi Ava w jego walce przeciwko Yamethin. (Jego dziadek, Sithu Kyawhtin, zginął w roku 1481 walcząc z buntownikami z Yamethin.) Buntu Yamethin nie można było stłumić nawet z pomocą Taungngu i konflikt pozostawał nierozstrzygnięty. (Sytuacja taka utrzymywała się aż do śmierci Minyekyawswy w sierpniu 1500). Ponieważ królestwo Ava zajęte było Yamethin, Mingyinyo poczuł się bardziej pewny siebie i 11 listopada 1491 (10. dzień Przybywania Księżyca miesiąca Natdaw 853 ME) rozpoczął wznoszenie nowego, ufortyfikowanego miasta nazwanego Dwayawaddy, zlokalizowanego blisko Taungngu, u ujścia rzek Kabaung i Paunglaung.
Wkrótce Mingyinyo mógł wypróbować swoje siły wmieszawszy się w konflikty sukcesyjne Hanthawaddy, o wiele większego królestwa położonego na południu. W latach 1491–1492 nowy król Hanthawaddy - Binnya Ran II – zdobył władzę mordując całe potomstwo poprzedniego władcy. Wykorzystując chaos panujący u południowego sąsiada, Mingyinyo dokonał sondażowego najazdu na terytorium Hanthawaddy nie uzyskawszy wcześniejszej zgody Minkhaunga II. W Kaungbya pokonał szańskiego gubernatora w jednej bitwie, wskakując na jego słonia i ścinając mu głowę. Reakcja Hanthawaddy była błyskawiczna. Pod koniec 1495 roku Binnya Ran II wysłał 16-tysięczne siły odwetowe, zarówno armię, jak i flotę, które rozpoczęły oblężenie nowo wybudowanego miasta Dwayawaddy. Choć z ledwością, jednak Taungngu przetrwało oblężenie, ale Mingyinyo już do końca życia nie zdecydował się na wojnę przeciwko większemu sąsiadowi.
Mimo wszystko, w uznaniu dla przetrwania ataku Hanthawaddy (chociaż sprowokowanego przez samego Mingyinyo bez wcześniejszej zgody króla), Minkhaung II zmienił jego tytuł na wyższy - Maha Thiri Zeya Thura. Minkhaung nie miał większego wyboru poza pozostawieniem Mingyinyo na jego stanowisku, gdyż był on jednym z garstki lojalnych wasali Ava. W rewanżu, Taungngu uczestniczyło w kampaniach Ava przeciwko Yamethin i Pyain przez resztę lat 90. XV w.

### Nominalny wasal królestwa Ava (1501–1510)
Na progu XVI wieku Taungngu dorównywało siłą swojemu nominalnemu suzerenowi - Ava. Chociaż ciągle lojalny wobec Minkhaunga, Mingyinyo przyjął około tysiąca buntowników z Yamethin, którzy zbiegli do Taungngu po tym, gdy ich przywódca umarł w sierpniu 1500 roku. Gdy w kwietniu 1501 roku zakończył życie także Minkhaung II, Mingyinyo był już gotowy do zapewnienia sobie niezależności. Skwapliwie udzielił on schronienia tym, którzy próbowali zamachu na życie nowego króla Shwenankyawshina.
Mimo słabo skrywanego przez Mingyinyo nieposłuszeństwa, nowy król pragnął utrzymać lojalność Taungngu, gdyż stanął przed nim nowy, jeszcze bardziej palący problem najazdów Szanów z północy. W roku 1503 przekupił on Mingyinyo dając mu swą cioteczną siostrę Min Hla Htut (tytułowaną Thiri Maha Sanda Dewi) za żonę oraz Kyaukse – najcenniejszy region Górnej Birmy, zwany jej spichlerzem.  Mingyinyo przyjął ofiarowany region i przeniósł większość ludności zamieszkującej tereny między Kyaukse i Taungngu – Yamethin, Meiktila itd. – do swojej stolicy. Jednak nie tylko nie udzielił on Ava żadnej pomocy, ale wziął aktywny udział w buntach wznieconych przez książąt Nyaungyan i Pyain. Wraz z siłami buntowników najeżdżał tereny sięgające daleko na północ, aż do Sale. W roku 1509 pod jego władzę dostało się także Taungdwingyi.

### Niezależność od Ava (1510–1530)
W roku 1510 założył on Ketumati, dzisiejsze Taungngu, otoczone w całości murami obronnymi. 16 października 1510 roku (dzień Pełni Księżyca miesiąca Tazaungmon 872 ME), Mingyinyo ogłosił formalnie niepodległość Taungngu. Królestwo Ava nie miało żadnej możliwości by sprzeciwić się tej decyzji, gdyż jego siły pochłaniał znacznie bardziej palący problem najazdów Szanów z północy. W każdym razie deklaracja ta była jedynie formalnością. De facto, Taungngu było niepodległe od roku 1501. Po formalnym ogłoszeniu niepodległości Mingyinyo starał się na ogól trzymać z dala od lokalnej wojny toczonej pomiędzy Ava a Konfederacją Państw Szanów, która pochłonęła większość zasobów Górnej Birmy w latach 1501-1527. Gdy Ava słaniało się już na nogach, 29 marca 1523 r. (dzień Nowego Księżyca miesiąca Tabaung 884 ME) przeniósł on swoje wysunięte bazy do Yamethin i Taungdwingyi, na dawne terytoria Ava. Odpowiedzią Ava było trwające miesiąc nieudane oblężenie Taungngu w kwietniu-maju 1525 r. Poza tym, królestwo zachowywało się na ogól w sposób pokojowy.
Gdy Konfederacja pokonała ostatecznie Ava w marcu 1527 r., Mingyinyo z rozmysłem spustoszył obszary położone pomiędzy Ava a Taungngu, zasypując studnie i niszcząc kanały w nadziei na stworzenie niemożliwego do przebycia pasa ziemi między terenami należącymi do Taungngu a ziemiami Konfederacji. Birmańska biurokracja oraz reszta populacji Ava zbiegła w większości do Taungngu.
Mingyinyo umarł 24 listopada 1530, a miejsce na tronie zajął jego syn Tabinshweti.

## Spuścizna
45-letnie panowanie Mingyinyo było w tamtym czasie jednym z zaledwie kilku przypadków stabilnych rządów na terenie Górnej Birmy. Odległe położenie Taungngu (zlokalizowanego między pasmem górskim Bago Yoma a wyżynnym krajem Karenów i odciętego od głównej doliny rzeki Irawadi) stanowiło istotny atut. Wyprawa do Taungngu wymagała dużego wysiłku. Stabilność królestwa Mingyinyo przyciągała wielu uchodźców, których strumień nasilił się po upadku Ava. Wzrost siły roboczej pozwolił Tabinshwehtiemu i jego namiestnikowi Bayinnaungowi myśleć o zaczepnych wojnach z większymi królestwami. Nieprawdopodobne zwycięstwo Tabinshwehtiego nad królestwem Hanthawaddy miało swoje korzenie w długim, spokojnym panowaniu Mingyinyo.